# Omofor

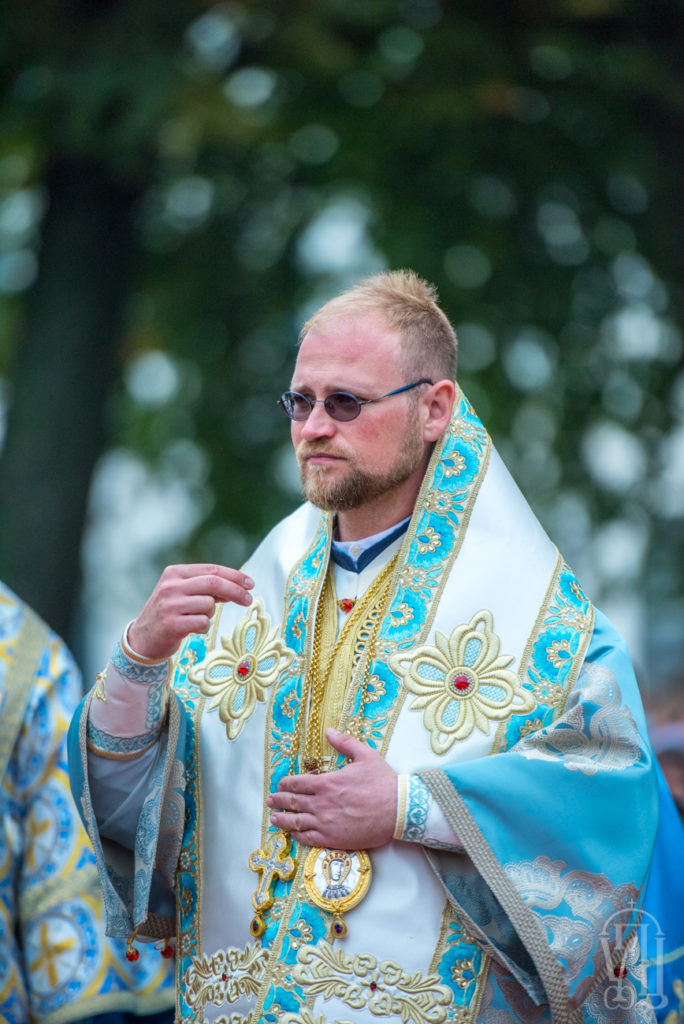
Pravoslavný Arcibiskup Jiří s malým omoforem

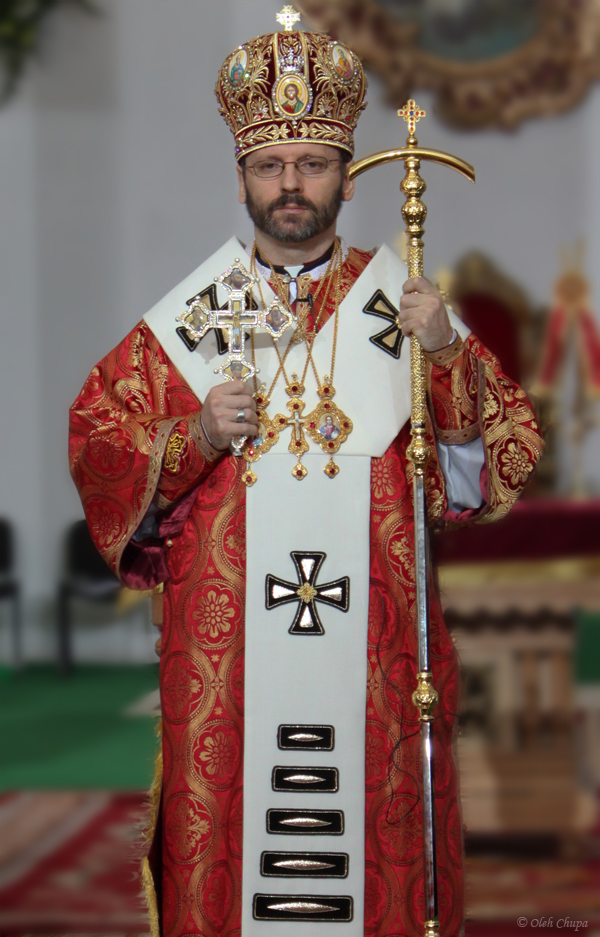
Velký (patriarchální) omofor. (Mons. Svjatoslav Ševčuk, arcibiskup ukrajinské řeckokatolické církve).

Omofor (řecky ὠμοφόριον, církevní slovanština: омофоръ, omofor) je pruh látky, většinou bílé barvy, s vyšitými kříži. Jeho konce splývají přes svrchní oděv na hrudi a zádech. Je užíván při Božské liturgii (arci)biskupy ve východní křesťanské tradici.

## Užití

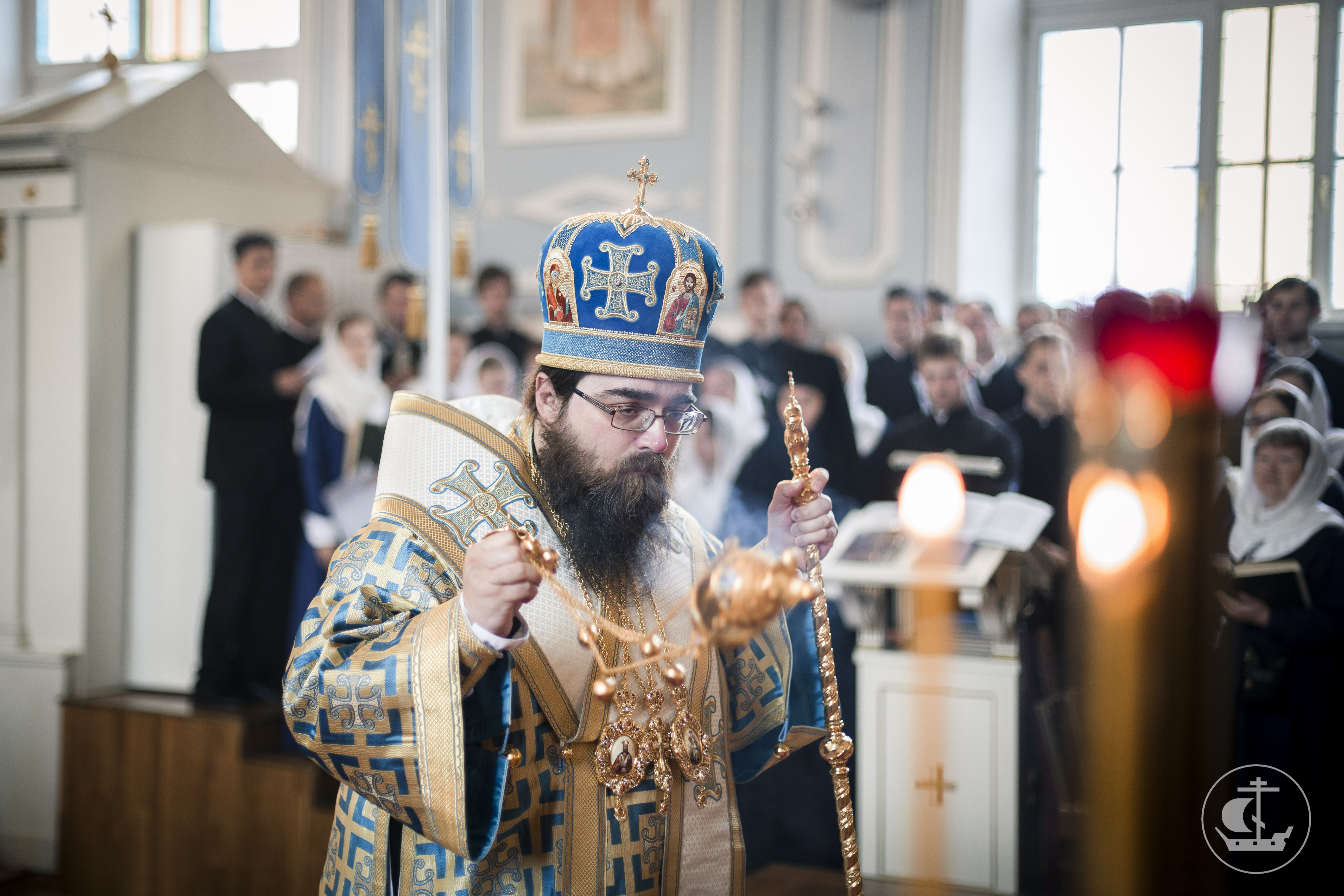
Pravoslavný metropolita Rastislav při liturgii s velkým omoforem

Je prvkem liturgického oděvu v arménském, byzantském, koptském a syrském obřadu. Nosí jej pouze biskupové a během čtení Evangelia v průběhu liturgie jej odkládají jako výraz úcty ke Kristu. Původně byl tkán výhradně z ovčí vlny, symbolizující ztracenou ovci, kterou Kristus nesl na ramenou. Obdobou omoforu v západní církvi je pallium či superhumerál, nejsou však jeho hierarchickým ekvivalentem.